# پیستینا
پیستینا (به چکی: Pístina) یک منطقهٔ مسکونی در جمهوری چک است که در ناحیه ییندریخوف هرادتس واقع شده‌است. پیستینا ۱۰٫۱۸ کیلومتر مربع مساحت و ۱۹۴ نفر جمعیت دارد و ۴۵۸ متر بالاتر از سطح دریا واقع شده‌است.